# Херона (провинция)
Херона (на испански: Gerona; на каталонски: Girona, Жирона) е най-североизточната провинция на Испания, част от автономна област Каталония. Граничи с провинциите Лерида на запад и Барселона на югозапад, със Средиземно море на изток и с Франция на север. Административен център е град Херона. В крайбрежната част на провинцията се намира известната туристическа област Коста Брава.
Населението на провинцията е 687 331. Освен столицата Херона (89 890 ж.), други по-големи градове включват Фигерес (39 641), Бланес (37 819), Лорет де Мар (32 728), Олот (31 932), Салт (28 017), Палафругел (21 307).